# Saint-Romain-sous-Versigny
Saint-Romain-sous-Versigny è un comune francese di 111 abitanti situato nel dipartimento della Saona e Loira nella regione della Borgogna-Franca Contea.

## Società

### Evoluzione demografica
Abitanti censiti